# Buio (Dacia Maraini)
Buio è una raccolta di racconti dell'autrice italiana Dacia Maraini del 1999.
L'opera, che lo stesso anno ha vinto il Premio Strega, si pone come un ideale seguito del romanzo Voci, poiché in molti racconti compare la commissaria Adele Sòfia che era la protagonista del romanzo.

## Racconti contenuti

### Il Bambino Grammofono e l'Uomo Piccione
Grammofono Pazzariello, detto Gram, è un bambino di sette anni che è spesso lasciato solo in casa dai genitori scapestrati. Dal balcone dell'appartamento vede un uomo che si siede su una panchina vicina e che, per le sue scarpe gialle, la giacca grigia e il naso adunco, gli ricorda un enorme piccione. Questi, che in realtà è un pedofilo, un giorno lo chiama a sé offrendogli di insegnargli a volare, ma in realtà lo violenta e lo uccide, lasciando il corpicino fuori città.
Grazie alla testimonianza di una fornaia, la commissaria Adele Sòfia incastra il pedofilo omicida: si tratta di Paolo Crinale, un assistente sociale che lavora con bambini affetti da sindrome di Down, e che al momento dell'arresto si dichiara prigioniero politico.

### Viollca la bambina albanese
Viollca è un'undicenne albanese venduta dalla famiglia ad una banda di sfruttatori della prostituzione che la portano in Italia per farle esercitare il meretricio in un appartamento con Cate, un'altra ragazza sua connazionale. Un giorno va da lei un nuovo cliente che la tratta con gentilezza: è un agente infiltrato agli ordini di Adele Sòfia, che libera le due ragazze e fa dare la caccia ai lenoni e ai loro complici.

### Le galline di suor Attanasia
Un convento femminile nel Mali del nord, vicino alla frontiera con l'Algeria dove imperversa la guerra civile, è assaltato dai guerriglieri islamici, che violentano parte delle suore. Una di queste, la giovane suor Attanasia, che si occupa dell'orto e del pollaio, rimane incinta: la suora aspetta con trepidazione il termine della gravidanza, al contrario delle sue consorelle che temono lo scandalo. La figlia di suor Attanasia, chiamata Maria Concepita Innocente, per decisione del vescovo è mandata in un orfanotrofio a Roma; sua madre rimane nel convento finché un giorno non viene trovata morta nel pollaio.

### Macaca
Una donna, chiamata macaca dal marito, è interrogata da Adele Sòfia perché accusata di lesioni gravissime: infatti, insofferente dei ménage à trois e del sesso promiscuo a cui il marito la obbligava, un giorno ha tagliato con un trinciapollo il pene del coniuge.

### Alicetta
Alicetta Pantaleoni è una bambina orfana a cui è stata diagnosticata una schizofrenia e che viene ricoverata in una clinica psichiatrica quando il nonno non è più in grado di accudirla. Il suo comportamento diventa sempre più problematico, finché un giorno non viene trovata morta nel suo letto. La commissaria Adele Sòfia si occupa delle indagini e scopre che la bambina era stata abusata dall'infermiere Bruno Mocci, detto Seppia, con la complicità del portantino Demetrio Pianelli, detto Sangiorgio. Tuttavia, dopo una condanna in primo grado, i due sono assolti in appello per insufficienza di prove.

### Muri di notte
L'ispettore Adele Sòfia interroga Carmela, una giovane donna che nella notte ha ucciso per legittima difesa il marito, uno stimato professore universitario che si era avventato su di lei brandendo un coltello da cucina, e cerca di capire assieme a lei le motivazioni di tale gesto.

### Ha undici anni, si chiama Tano
Tano Bacalone è un undicenne che denuncia il padre Luigi per violenza carnale, sostenendo che sua madre,  suo fratello e sua sorella non osino farlo per paura. L'ispettore Marra e l'assistente sociale mandata a osservare la situazione familiare sono però propensi a credere alle parole di Luigi, secondo cui Tano l'odierebbe. Le denunce di Tano si ripetono di anno in anno ma cadono sempre nel vuoto, finché un giorno non viene trovato morto suo fratello minore Mario. A quel punto la moglie di Luigi si decide a denunciare il marito e Tano, che era stato rinchiuso in riformatorio, viene riabilitato.

### Un numero sul braccio
Mara Grado, una sopravvissuta all'Olocausto, si trova a Buenos Aires in visita alla figlia quando, entrata in un negozio, riconosce nel bottegaio un suo antico aguzzino del Lager. Questi prima nega di essere la stessa persona poi, di fronte all'ostinazione della donna, lo ammette ma dichiara anche di non essere per nulla pentito. Mara gli lancia uno sputo poi esce dal negozio.

### Oggi è oggi è oggi
Armida Loli è una giornalista di un quotidiano romano che indaga sull'omicidio di Marinella, una ragazza salernitana, venuta a Roma in treno per vedere il papa e ritrovata cadavere sul greto del Tevere. Della sua collaborazione si avvale Adele Sòfia: i sospetti prima si accentrano su un compagno di scompartimento di Marinella, poi su un marinaio già accusato di molestie sessuali, infine su un professionista con l'hobby della pesca, che aveva condotto Marinella nel suo capanno e che, incentivato dall'arrendevolezza della ragazza, l'aveva violentata e uccisa.

### Chi ha ucciso Paolo Gentile?
Paolo Gentile, un giovane di bell'aspetto, viene trovato morto in un parco pubblico. Adele Sòfia interroga Celeste Carbonelli detta Celestina, convivente della vittima, e Annibale Gentile, padre di Paolo. Questi finisce per confessare: egli intendeva riprendere la sua merla indiana, che era fuggita su un albero del parco e lo stava canzonando, e credendo di afferrare un ramo aveva stretto le sue forti mani attorno al collo del figlio strangolandolo.

### Il pastore Ahmed e le tre ragazze nel bosco
Nel bosco di San Venanzio sono ritrovate tre giovani escursioniste. Donatella Lumi è viva, ma le sue compagne Alex e Pigi sono morte. Il racconto della ragazza è confuso; nella zona sono rintracciati due pastori, il sardo Piddu (che ha un alibi incontestabile) e il marocchino Ahmed Zhusi, che bada alle pecore dell'avvocato Tronci di Napoli. Ahmed non sa dare una spiegazione convincente di cosa sia successo sul monte , ma l'avvocato appare propenso a condividere le accuse fatte al suo dipendente, in un modo che Adele Sòfia giudica sospetto. Sia Tronci che Zhusi vengono incarcerati ma sono poi assolti per insufficienza di prove, finché Donatella non riacquista la memoria accusando l'avvocato.

### Ombre
Agata Peci, una donna ancora di bell'aspetto malgrado sia nonna, porta la nipote Agatina dall'anziano notaio Pastore, di tendenze pedofile. Durante uno di questi incontri, il notaio muore e nonna e nipote si allontanano di soppiatto. Nel letto dell'uomo viene ritrovato però un cerchietto per capelli di Agatina, cosa che provoca l'incriminazione della donna, malgrado i suoi disperati tentativi di negare il tutto.

## Edizioni
- Dacia Maraini, Buio, La Scala, Milano, Rizzoli, 1999, ISBN 88-17-68019-2.
- Dacia Maraini, Buio, Milano, Euroclub, 1999, ISBN 88-17-68019-2.
- Dacia Maraini, Buio, BUR, Milano, Rizzoli, 2000, ISBN 88-17-25182-8.
- Dacia Maraini, Buio, Milano, Superpocket 137, 2001, ISBN 88-462-0168-X.
- Dacia Maraini, Buio, prefazione di Arnaldo Colasanti, collana Premio Strega, Torino, UTET, 2007, ISBN 88-02-07551-4.
- Dacia Maraini, Buio, prefazione di Arnaldo Colasanti, I capolavori del premio Strega, Milano, Il sole 24 ore, 2012.